# 日本カトリック学校連合会
一般財団法人日本カトリック学校連合会（にほんカトリックがっこうれんごうかい、英: Japan Federation of Catholic Schools）は、日本のキリスト教カトリックミッションスクールによって構成される教育団体。

## 概要
1974年（昭和49年）に日本カトリック短期大学連盟・日本カトリック小中高連盟・日本カトリック幼稚園連盟の統括組織として成立した。
1975年（昭和50年）には日本カトリック大学連盟も設立され以後、日本国内におけるキリスト教主義教育を先導してきた。現在の連合会加盟校は286校515園である。
連合会はキリスト教精神に根ざしたカトリック学校教育の振興を図ることを目的として設置され、キリスト教学校教育懇談会など通してカトリックミッションスクールの宗教教育を向上する活動を行っている。カトリックが運営する教育機関は初等教育機関が多いという傾向がある。そのため連合会加盟校においても日本カトリック幼稚園連盟は515園と大きく突出しているが、大学・小中高連盟加盟校は286校と前者と比較すると少ない。

## 所在地
〒102-8554
東京都千代田区紀尾井町7番1号 上智大学13号館1階

## 構成団体
- 日本カトリック大学連盟
- 日本カトリック短期大学連盟
- 日本カトリック小中高連盟
- 日本カトリック幼稚園連盟